# ك. غوردون موراي
ك. غوردون موراي (بالإنجليزية: K. Gordon Murray)‏ هو شخصية أعمال أمريكي، ولد في 1922 في بلومنجتون في الولايات المتحدة، وتوفي في 1979.

## وصلات خارجية
- ك. غوردون موراي على موقع IMDb (الإنجليزية)
- ك. غوردون موراي على موقع قاعدة بيانات الفيلم (الإنجليزية)